# Gerda Müller (Juristin)
Gerda Müller geb. Schumacher (* 26. Juni 1944 in Bad Brückenau) ist eine deutsche Juristin. Sie war von 2005 bis 2009 Vizepräsidentin des Bundesgerichtshofs.

## Biografie
Gerda Müller trat nach ihrer juristischen Ausbildung im Jahre 1970 in den Justizdienst des Landes Baden-Württemberg ein. 1972 promovierte sie an der Universität Heidelberg zum Thema „Praktische Auswirkungen der Schuldtheorie im Zivilrecht: der Irrtum über die Widerrechtlichkeit“. Nach Tätigkeiten am Landgericht Mannheim und Amtsgericht Mannheim wurde sie 1974 zur Richterin am Landgericht Mannheim ernannt. Von dort wurde sie 1977 bis 1979 als wissenschaftliche Mitarbeiterin an den Bundesgerichtshof, im Anschluss daran an das Oberlandesgericht Hamm abgeordnet. 1980 wurde sie – unter Versetzung nach Nordrhein-Westfalen – zur Richterin am Oberlandesgericht Hamm befördert.
1991 wurde Gerda Müller zur Richterin am Bundesgerichtshof ernannt. Sie war seitdem Mitglied des für das Recht der unerlaubten Handlungen und das Arzthaftungsrecht zuständigen VI. Zivilsenats. Mit der Ernennung zur Vorsitzenden Richterin am Bundesgerichtshof im Jahre 2000 übernahm sie den Vorsitz in diesem Senat. 2005 wurde sie zur Vizepräsidentin des Bundesgerichtshofs ernannt.
Schwerpunkte ihrer Tätigkeit als Beisitzerin und dann als Vorsitzende des VI. Zivilsenats waren vor allem das Persönlichkeits-, das Unfallhaftungs- und das Arzthaftungsrecht.
Am 30. Juni 2009 trat Gerda Müller in den Ruhestand. Ihr Nachfolger als Vizepräsident des Bundesgerichtshofs war Wolfgang Schlick.
Gerda Müller ist verheiratet und hat zwei Kinder.